# クロランベン
クロランベン (chloramben) は、広葉雑草および一年草に使われている選択的除草剤である。主に大豆に使われるが、乾燥豆、落花生、ヒマワリ、唐辛子、綿、サツマイモ、カボチャ、堅木、低木および数種の針葉樹にも使われる。クロランベンはほぼ無毒であると考えられている。